# Гвам на Светском првенству у атлетици на отвореном 2022.
Гвам је учествовао на 18. Светском првенству у атлетици на отвореном 2022. одржаном у Јуџину  од 15. до 25. јула шеснаести пут. Репрезентацију Гвама представљао је 1 атлетичар који се такмичио у трци на 200 метара. ,.
На овом првенству такмичар Гвама није освојио ниједну медаљу нити је остварио неки резултат.

## Учесници
Мушкарци:
- Џозеф Грин — 200 м

## Резултати

### Мушкарци
| Атлетичарка | Дисциплина | Лични рекорд | Квалификације | Квалификације | Полуфинале          | Полуфинале          | Финале              | Финале       | Детаљи |
| Атлетичарка | Дисциплина | Лични рекорд | Резултат      | Место         | Резултат            | Место               | Резултат            | Место        | Детаљи |
| ----------- | ---------- | ------------ | ------------- | ------------- | ------------------- | ------------------- | ------------------- | ------------ | ------ |
| Џозеф Грин  | 200 м      | 22,01        | 22,04         | 7. у гр. 2    | Није се квалификово | Није се квалификово | Није се квалификово | 43 / 44 (49) |        |